# Beckton Park (DLR)
Beckton Park is een station van de Docklands Light Railway aan de Beckton Branch. Het station is geopend in 1994. Het ligt tussen de stations Cyprus en Royal Albert.